# 大友能直
大友 能直（おおとも よしなお）は、鎌倉時代初期の武将・御家人。近藤氏の出で、大友氏の初代当主。父は近藤能成（近藤太能成）、母は波多野経家の三女・利根局。養父に中原親能。

## 出自
相模国愛甲郡古庄郷司であった近藤（古庄）能成の子として生まれ、当初は古庄能直と名のり、次いで父と同じく近藤能直と名乗った。その後、母の生家の波多野経家（大友四郎経家）の領地の相模国足柄上郡大友郷を継承してからは大友能直と名乗る。また、父・能成が早世したためか、中原親能の猶子となり中原能直とも名乗った。
父・能成の弟（叔父）が武藤頼平とされ、頼平の猶子が少弐氏の祖となった武藤資頼である。また頼朝旗揚げ以来の御家人であった近藤国平は又従兄弟とされるほか、弟・田村仲教の子孫が後の水谷氏に繋がるとされている。

## 生涯
文治4年（1188年）に17歳で元服。この年の10月14日に源頼朝の内々の推挙によって左近将監に任じられる。病のため相模の大友郷にあり、12月17日になって大倉御所に初めて出仕し、頼朝の御前に召されて任官の礼を述べている。『吾妻鏡』は能直を、頼朝の「無双の寵仁（並ぶ者のないお気に入り）」と記している。翌文治5年（1189年）の奥州合戦に従軍。頼朝の近習を務めた。
建久4年（1193年）の曾我兄弟の仇討ちでは、曾我時致の襲撃を受けた頼朝が太刀を抜こうとしたところを、能直が押し止めて身辺を守った。
建久7年（1196年）正月11日、豊前・豊後両国守護兼鎮西奉行となり、現地へ下向して6月11日に豊後国速見郡浜脇浦より入国した。承元元年（1207年）頃、筑後国守護。任地への在国は一時的だったと見られ、京と鎌倉を頻繁に往来しており、建暦3年（1213年）の和田合戦では京六波羅に滞在していた。九州には守護代を配していたと見られる。 貞応2年（1223年）11月27日、所領・所職を妻子に譲り、京都で死去。享年53。

## 頼朝落胤説
母・利根局はかつて源頼朝の妾であり、また養父の中原親能が頼朝の側近だったことから、頼朝の寵愛を受け、後の大友氏の興隆の因となったとする説がある。また母との関係から能直を頼朝の落胤とする説があり、大友氏の系図では能直を頼朝の庶子としている。
だが、利根局が頼朝の妾であったとする話は、同時代史料はもちろん、『吾妻鏡』など後世の編纂史料にも記されていない。弘安年間に作成されたとみられる野津本「大友系図」には藤原秀郷から古庄能成－大友能直が一本の系統で結ばれて異説などの記載が無いことから、鎌倉時代後期には能直を頼朝の落胤とする説そのものが存在しなかったとする指摘もある。
なお、後世において足利尊氏が九州で再起を図った際に幼少だった第7代大友氏泰とその兄弟全員を尊氏の猶子に迎え入れたとされており、足利尊氏と大友氏泰の擬制的な親子関係を源頼朝と大友能直に遡らせて作られたのが頼朝落胤説であるとする見方もある。

## 系譜
大友能直以降、大友氏は代々豊後国大野荘を中心に九州で勢力を伸ばすことになり、豊後守護に補任され同国で勢力をさらに確立させた。
初めは鎌倉幕府の有力御家人として相模国に住んでいたが、文永11年（1274年）の元寇を機に、豊後国に戻り、先に移住していた能直の八男・志賀能郷が始めた志賀氏とともに九州での勢力を拡大した。室町時代には、豊後、豊前、筑後国に及ぶ有力な守護大名となる。さらに、19代大友義長とその子・義鑑は戦国大名となる。21代大友義鎮の頃には、大友氏の勢力はさらに肥前、肥後、筑前国にまで及び、大友氏は最盛期を迎えた。
| 父母 | 父：近藤能成、母：利根局（大橋貞能娘、波多野経家養女） 養父：中原親能                                                                  |
| 兄弟 | 重能、田村仲教、親実 |
| 妻   | 風早禅尼深妙（畠山重能の娘） |
| 子   | 親秀（親季）、詫摩能秀、時直、元吉有直、親直、禅能、朝直、一萬田時景（景直）、鷲尾秀直、志賀能郷、豊前能基、田原泰広、女（北条朝時室） |